# Landnerhof
Landnerhof ist ein Gemeindeteil des Marktes Lauterhofen im Landkreis Neumarkt in der Oberpfalz. Es handelt sich um einen Weiler mit 6 Häusern.
Im Ort ist ein Lagerhaus der Raiffeisen-Handels-GmbH im Jura.
Kirchlich gehört Landnerhof zur Pfarrei Lauterhofen im Dekanat Habsberg.
Am 1. Mai 1978 wurde Gebertshofen mit Landnerhof, Muttenshofen, Ramertshofen, Reitelshofen und Ruppertslohe nach Lauterhofen eingemeindet. Der ehemalige Ortsteil Nonnhof wurde bereits am 1. Juli 1972 nach Alfeld eingemeindet.